# Кшета Сингх
Кшетра Сингх (хинди क्षेत्र सिंह; умер в 1382) — второй махарана Мевара (1364—1382), сын махараны Хаммира Сингха. Во время своего правления он завоевал Аджмер и Мандалгарх.

## Правление
Кшетра Сингх правил в Меваре с 1364 по 1382 год. Сын и преемник знаменитого Рана Хаммира. Он значительно расширил раджпутское княжество Мевар. Он захватил Аджмер и Джахазпур, вновь присоединил Мандалгарх, Мандсаур и весь Чаппан к Мевару. Он одержал победу над делийским султаном Хумаюном (1508—1566), который потерпел полное поражение при Бакроле. Кшетра Сингх также взял в плен султана Гуджарата в бою. Надпись в Кумбалгархе гласит, что он захватил в плен Зафар-хана, султана Патана (который позже стал первым независимым султаном Гуджарата).
Кшетра Сингх, освободитель Арьяварта, ещё больше увеличил свою славу, победив султана Малвы и убив его военачальника Амир-шаха.
Кшетра Сингх умер в 1382 году во время кампании против Хада Бунди.
После его смерти ему наследовал его старший сын Рана Лакха Сингх (1382—1421).